# Bearsted
Bearsted is een civil parish in het bestuurlijke gebied Maidstone, in het Engelse graafschap Kent.